# Stefano Dalla Costa
Stefano Dalla Costa (Locri, 10 ottobre 1964) è un allenatore di calcio ed ex calciatore italiano, di ruolo centrocampista.

## Carriera

### Giocatore
Dopo una breve esperienza nelle giovanili del Torino, passa nelle giovanili del Pescara nel 1979, debuttando in prima squadra nella Serie C1 1982-1983, al termine della quale gli abruzzesi vengono promossi in Serie B, e disputa le successive due stagioni tra i cadetti con 42 presenze all'attivo. Successivamente va al Taranto, dove vince il campionato di Serie C1 1985-1986 e gioca in Serie B nei due anni successivi, totalizzando altre 51 presenze e realizzando una doppietta in Coppa Italia contro l'Inter di Walter Zenga, eliminando il club nerazzurro.
Negli anni successivi prosegue la carriera in Serie C1 con le maglie di Salernitana, Sambenedettese, Giarre (allenato da Gian Piero Ventura), Avellino e Spezia, società in cui termina la carriera di calciatore nel 1997.

### Allenatore
Nella stagione 2011-2012 raggiunge i play-off di Lega Pro Seconda Divisione in qualità di allenatore in seconda con il Chieti, sconfitto dalla Paganese.
Nella stagione successiva approda, sempre come vice, sulla panchina del Como nel campionato di Lega Pro Prima Divisione. Rescinde il contratto il 9 gennaio 2013.
Il 7 giugno 2016 diventa collaboratore tecnico della Nazionale Italiana successivamente alla nomina di commissario tecnico di Gian Piero Ventura, suo allenatore ai tempi di Giarre.